# موتوماهی کالیفرنیا
موتوماهی کالیفرنیا (نام علمی: Engraulis mordax) نام یک گونه از سرده لاشه‌ماهیان است.